# Geoffrey K. McCulloch
Geoffrey Kenneth McCulloch OBE (* April 1910 auf der Halbinsel Wirral; † 6. November 2004) war ein britischer Militäranwalt, Geistlicher und Ornithologe.

## Leben
1931 zog McCulloch nach Northwood, Middlesex. 1935 wurde er Rechtsanwalt und kurz nach Ausbruch des Zweiten Weltkrieges in die Rifle Brigade aufgenommen. 1943 wurde er zum Rechtsdienst der British Army abkommandiert. In den Nachkriegsjahren bereiste er Europa. Er war mitverantwortlich für eine der Neufassungen des Manual of Military Law und wurde 1957 zum Officer des Order of the British Empire ernannt. 1962 schied er im Rang eines Obersts aus der Armee aus, um eine Ausbildung für die Church of England zu beginnen. Nach seiner Ordination 1964 wurde er Vikar der St. Matthew Church und der St. Barnabas Church in Hull. 1979 wurde er ehrenamtlicher Mitarbeiter der Emmanuel Church in Northwood. Von 1981 bis 1983 war McCulloch im Komitee des British Ornithologists’ Club, von 1983 bis 1986 war er Vizevorsitzender und von 1986 bis 1989 Vorsitzender. Er war 55 Jahre verheiratet und hatte zwei Kinder.
McCulloch starb im November 2004 im Alter von 94 Jahren.